# Henrietta Dugdale
Henrietta Dugdale   (St Pancras, 14 de maig de 1827 - Melbourne, 17 de juny de 1918) Henrietta Augusta Dugdale, de soltera Worrell va ser una feminista precursora australiana, coneguda per haver fundat la primera societat per al sufragi femení d'Australàsia.

## Biografia
Inconformista i provocadora, Henrietta Dugdale fou una ferma defensora dels drets de la dona australiana. Nasqué a St. Pancras, Londres, el 14 de maig del 1827, la segona filla supervivent de John Worrell i Henrietta Ann (de soltera Austin). La seua declaració sobre un primer matrimoni als 14 anys d'edat no coincideix amb el seu matrimoni al 1848 amb l'oficial de la marina mercant J. A. Davies, amb qui emigrà a Austràlia el 1852. Després de la mort de Davies, es casa amb el capità de vaixell William Dugdale a Melbourne, al març del 1853. Visqueren a Queenscliff, Victòria, i tingueren tres fills, Einnim, Carl i Austin.
Després de separar-se de William Dugdale al final de la dècada del 1860, es trasllada a la zona de Camberwell, a Melbourne, i hi romangué fins a uns pocs anys abans de la seua mort, el 17 de juny del 1918 a Point Lonsdale. El seu tercer espòs, Frederick Johnson, amb qui es casà el 1903, li va precedir.
La seua campanya «justícia igualitària per a les dones» comença amb una carta escrita al diari de Melbourne Argus, a l'abril del 1869. La seua lluita arriba al punt màxim en els anys 1880 durant un debat públic com a membre de la Societat Eclèctica de Melbourne i de la Societat Secular d'Australàsia, quan al·ludeix a la seua al·legoria utòpica Unes poques hores en una època remota. Al maig del 1884 funda la Societat Sufragista de Dones de Victòria, la primera d'aquesta mena a Australàsia. Aquest mateix any, Henrietta emet un judici mordaç sobre les corts victorianes i sobre la seua incapacitat per a protegir les dones dels crims masclistes. Les seues paraules, publicades en el Melbourne Herald, foren: «L'empipament de la dona es veu agreujat pel fet que aquells que infligeixen mal a les dones tenen veu en l'aprovació de les lleis, mentre que les seues víctimes no».
Dugdale fou reconeguda com a precursora del sufragi femení quan les dones australianes assoliren el dret a vot i el dret a presentar-se a les eleccions al parlament federal al juny del 1902 (primer en el món) i quan Victòria aprovà la demanda amb retard al desembre del 1908. Un carrer al suburbi de Cook, a Canberra, duu el seu nom.
El 2013 fou reconeguda a nivell nacional com una de les primeres crítiques feministes del país, i el Consell Dugdale per a Dones i Xiquetes duu aquest nom com a homenatge a la seua vida i obra: és una institució nacional de prevenció del maltractament, administrada pel Consell de Dones de Victòria.